# C-1 (潜水艦)
|          |                                               |
| 艦歴     |                                               |
| 発注     |                                               |
| 起工     | 1905年8月3日                                  |
| 進水     | 1906年10月4日                                 |
| 就役     | 1908年6月30日                                 |
| 退役     | 1919年8月4日                                  |
| その後   | スクラップとして売却                          |
| 除籍     |                                               |
| 性能諸元 |                                               |
| 排水量   | 水上 238トン、水中 275トン                    |
| 全長     | 105 ft 4 in (32 m)                            |
| 全幅     | 13 ft 11 in (4.2 m)                           |
| 吃水     | 10 ft (30.5 m)                                |
| 機関     | ガソリンエンジン、電動モーター、2軸推進       |
| 最大速   | 水上 10ノット (19 km/h) 水中 9ノット(17 km/h) |
| 乗員     | 士官、兵員15名                                |
| 兵装     | 18インチ魚雷発射管2門                         |

C-1 (USS C-1, SS-9) は、アメリカ海軍の潜水艦。C級潜水艦の1番艦。当初の艦名はオクトパス (USS Octopus) であった。

## 艦歴
オクトパスは1905年8月3日にマサチューセッツ州クインシーのフォアリバー造船所で起工した。1906年10月4日にF・ウェブスターによって命名、進水、1908年6月30日に艦長C・E・コートニー大尉の指揮下就役した。
就役後は第2潜水小艦隊に配属され、オクトパスはロードアイランド州ニューポートおよびニューヨークで1908年10月まで活動する。その後ニューポートやバージニア州ノーフォークで設計および戦術的運用試験が行われ、1910年2月14日にサウスカロライナ州チャールストンで予備役となる。
オクトパスは1910年4月15日に再就役し、1913年5月10日までニューポートで訓練艦としての訓練および実験任務に従事した。その間の1911年11月17日にオクトパスは C-1 と改名された。C-1 は大西洋艦隊水雷小艦隊、第1潜水艦隊に配属され、1913年5月29日から12月7日までキューバのグアンタナモ湾で活動する。第一次世界大戦中はパナマ水域で訓練活動および偵察任務に従事した。1919年8月4日にパナマ運河地帯のココ・ソロで退役し、1920年4月13日に売却された。